# Adam Laboga
Adam Laboga (ur. 25 maja 1952 we Wrocławiu, zm. 3 listopada 2018) – polski konstruktor, elektronik i przedsiębiorca, założyciel przedsiębiorstwa produkującego m.in. wzmacniacze elektroakustyczne Laboga.

## Życiorys
Ukończył Technikum Radiowo-Telewizyjne w Czernicy k. Wrocławia. Będąc 15 latkiem próbował grać na gitarze. Swoją przygodę z branżą muzyczną rozpoczął w roku 1968, gdy będąc członkiem szkolnego zespołu bigbitowego konstruował pierwsze wzmacniacze gitarowe na jego potrzeby. Grał wówczas na gitarze wykonanej przez swojego sąsiada, lutnika Stefana Białasa i wzmacniaczu własnej konstrukcji. Był uczniem Marka Walla z którym w latach 70 XX w. przez kilka lat pracował w przedsiębiorstwie Horn-Wall – jej współtwórcą i współwłaścicielem był także Wojciech Hornowicz. Największym zamówieniem tegoż było wykonanie sprzętu nagłaśniającego (24 kanałowy mikser, który kilka lat później dokończył Wall i 150 watowe kolumny głośnikowe) dla Czesława Niemena na XI Krajowy Festiwal Piosenki Polskiej w Opolu. W 1973 roku Laboga pod nazwą swojej pierwszej, jeszcze nieoficjalnej manufaktury Diamondsound zrealizował swoje pierwsze znaczące zlecenie. Wykonał wówczas 100 watowy wzmacniacz lampowy na zamówienie Achima Rzychonia, basisty zespołu Niebiesko-Czarni. Od 1974 roku był elektroakustykiem zespołu muzycznego Hokus, a następnie: Homo Homini, Niebiesko-Czarni i „Roma”. Pracował także jako akustyk w Estradzie Poznańskiej i PSJ. W 1983 zarejestrował pierwszą działalność gospodarczą pod firmą Labsound, która cieszyła się dobrą opinią wśród wielu muzyków, korzystających z jej usług. W 1990 roku, za namową Jana Błędowskiego, skrzypka zespołu Krzak zmienił ją na Laboga, odtąd sygnując produkowane przez siebie wyroby nazwiskiem. Przedsiębiorstwo założone przez Adama Labogę jest znane na świecie i było wielokrotnie nagradzane, zaś z jego wzmacniaczy korzysta wielu polskich i zagranicznych muzyków rockowych, hardrockowych i heavymetalowych. Na wzmacniaczach konstrukcji Adama Labogi grali m.in.: Adam Darski, Piotr Wiwczarek, Erik Rutan, Jan Borysewicz, Tomasz Lipnicki, Lech Janerka, Wacław Kiełtyka, Robert Friedrich, Jerzy Styczyński, Philip Campbell, Andrzej Nowak, Wojciech Waglewski, Raz, Dwa, Trzy, Sebastian Riedel, Wojciech Pilichowski.
W 2008 powstał poświęcony jemu i jego firmie film dokumentalny pt. Laboga – piecyki z Wrocławia.
Adam Laboga zmarł 3 listopada 2018 po długiej chorobie.